# Niebiańska przepowiednia
Niebiańska przepowiednia – amerykański film przygodowy z 2006 roku na podstawie powieści Jamesa Redfielda.

## Obsada
- Matthew Settle – John
- Thomas Kretschmann – Wil
- Sarah Wayne Callies – Marjorie
- Annabeth Gish – Julia
- Héctor Elizondo – Kardynał Sebastian
- Joaquim de Almeida – Ojciec Sanchez
- Jürgen Prochnow – Jensen
- John Aylward – Dobson
- Castulo Guerra – Ojciec Jose
- Obba Babatundé – Miguel
- Robyn Cohen – Charleen
- Petrus Antonius – Generał Rodriguez

## Fabuła
John Woodson to były nauczyciel, który zagubił się w życiu. W wyniku zbiegów okoliczności trafia do Peru na poszukiwania tajemniczego manuskryptu zwanego "Niebiańską Przepowiednią". Zawiera on dziewięć wtajemniczeń, stanowiących kolejne etapy na drodze do duchowego odrodzenia ludzkości. Pod wpływem jej poszukiwań John zmienia się.